# George Henderson
För andra betydelser, se George Henderson (olika betydelser).
George Francis Robert Henderson, född 1854 på Jersey, död den 5 mars 1903 i Assuan, var en engelsk militär.
Henderson inträdde som officer i armén 1878, deltog i det egyptiska fälttåget 1882 och var 1892–1897 ledande lärare i krigskonst och krigshistoria vid krigshögskolan i Sandhurst, därvid utövande ett mäktigt inflytande på den högre officersutbildningen inom brittiska armén. År 1899 medföljde Henderson lord Roberts till Sydafrika som ledare av kunskaparväsendet (chief intelligence officer). Han hade en väsentlig andel i förberedelserna till den berömda frammarschen mot Bloemfontein (februari–mars 1900), men sjuknade vid Paardeberg och måste återvända till England. Döden träffade honom under förberedelserna för utgivandet av boerkrigets officiella historia. Krigshistoriskt betydande är hans Stonewall Jackson and the American Civil War (1899).